# Королёв, Василий Яковлевич
Василий Яковлевич Королёв (27 марта 1902, Ясашное Помряскино, Самарская губерния — 25 апреля 1979, Махачкала) — командир отделения стрелковой роты 343-го стрелкового полка, младший сержант.

## Биография
Родился 14 марта 1902 года в селе Помряскино (ныне — Ясашное Помряскино Мелекесского района Ульяновской области). Образование неполное среднее. Работал в органах милиции в городе Махачкале. Член ВКП(б) с 1927 года.
В Красной Армии и на фронте в Великую Отечественную войну с декабря 1942 года.
7 апреля 1944 года стрелок 343-го стрелкового полка красноармеец Василий Королёв в районе города Ботошаны в ответственный момент боя доставил бойцам роты боеприпасы и при отражении контратак противника истребил 6 солдат и офицера. Приказом от 15 мая 1944 года красноармеец Королёв Василий Яковлевич награждён орденом Славы 3-й степени.
24 сентября 1944 года командир отделения стрелковой роты младший сержант В. Я. Королёв на подступах к городу Сигет первым ворвался в траншею противника и уничтожил 8 вражеских солдат. Был представлен к награждению орденом Славы 2-й степени.
Через несколько дней боец вновь отличился. 29 сентября в боях за высоту в районе все того же города Сигет Василий Королёв в числе первых достиг расположения врага и истребил 7 солдат и офицера неприятеля. Приказом от 3 декабря 1944 года младший сержант Королёв Василий Яковлевич награждён орденом Славы 3-й степени повторно.
Перед самой Победой сержанту Королёву был вручен орден за бой 24 сентября у города Сигет. Приказом от 30 апреля 1945 года младший сержант Королёв Василий Яковлевич награждён орденом Славы 2-й степени.
После войны сержант В. Я. Королёв демобилизован. Жил в столице Дагестана — городе Махачкала. Работал на заводе сепараторов.
Указом Президиума Верховного Совета СССР от 26 ноября 1958 года в порядке перенаграждения Королёв Василий Яковлевич награждён орденом Славы 1-й степени. Стал полным кавалером ордена Славы.
Умер 25 апреля 1979 года.

## Награды
- Медаль «За отвагу» (12.5.1944)[5]
- орден Славы 1-й (26.11.1958), 2-й (30.4.1945)[4] и 3-й (15.5.1944)[2] степеней.